# Curacaví

María Pinto é uma comuna da Província de Melipilla, na Região Metropolitana de Santiago, no Chile. Integra juntamente com as comunas de Alhué, María Pinto, Isla de Maipo, San Pedro, Melipilla, El Monte, Padre Hurtado, Talagante e Peñaflor o Distrito Eleitoral N° 31 e pertence a 7ª Circunscrição Senatorial da XIII Região Metropolitana de Santiago.

A comuna limita-se a: 
- sul com María Pinto e Melipilla;
- leste com Lampa, Maipú, Pudahuel e Padre Hurtado;
- norte com Quilpué, na Região de Valparaíso;
- oeste com Casablanca, na Região de Valparaíso.